# Suituno de Winchester
San Swithun, Swithin, o Svithun (ca. 800 - Winchester, ca. 862) fue un religioso anglosajón, obispo de la ciudad de Winchester, y un santo para la Iglesia católica y la Comunión anglicana. Es más conocido por su fama póstuma de milagroso que por sus obras en vida, de la que no se sabe casi nada y sobre la que se han tejido diversas historias legendarias. Se lo considera patrono del tiempo atmosférico.

## Biografía
San Swithun fue obispo de Winchester del 30 de octubre de 852 hasta su muerte el 2 de julio de 862. Sin embargo, se le menciona muy poco en documentos de su época. Su muerte fue registrada en las copias manuscritas de la Crónica Anglosajona de Canterbury en el año de 861. Su firma se anexa en la lista de testigos de varias cartas anglosajonas. De estas cartas, tres pertenecen a 833, 838, y entre 860 y 862. En la primera Swithun firma como Swithunus presbyter regis Egberti ("presbítero del rey Egberto"), en la segunda como Swithunus diaconus ("diácono") y en la tercera como Swithunus episcopus ("obispo").
Más de 100 años después, cuando Dunstán y Æthelwold de Winchester organizaban su reforma eclesiástica, San Swithun fue adoptado como patrono de la restaurada iglesia de Winchester, en un principio dedicada a los santos Pedro y Pablo. El cuerpo de San Swithun fue trasladado desde su tumba original a la nueva basílica de Ethelbaldo el 15 de julio de 971 y de acuerdo a los escritores de esa época, sucedieron numerosos milagros antes y durante el traslado.

## Su vida en la tradición
La reaparición del nombre de San Swithun a finales del siglo X con motivo de su patronazgo en Winchester dio origen a una producción masiva de literatura legendaria. La llamada Vita S. Swithuni ("Vida de San Swithun"), escrita por los monjes Lantfredo y Wulfstano hacia el año 1000, dudosamente contiene datos biográficos reales. En años posteriores, todo los detalles de su vida han sido extraídos de una biografía atribuida a Joscelyn de Saint Bertin, un monje francés que estuvo en Inglaterra con el obispo Herman de Salisbury entre 1058 y 1078. De este escritor se sabe que San Swithun nació durante el reinado de Egberto de Wessex, y fue ordenado sacerdote por Helmstan, obispo de Winchester entre 838 y ca. 852. Su fama llegó a oídos del rey, quien lo nombró preceptor de su hijo Ethelwulfo y lo llegó a considerar entre sus amigos más cercanos.
Durante el reinado de Ethelwulfo, Swithun fue nombrado obispo de Winchester por el arzobispo Ceolnoth. En su nuevo, oficio, fue conocido por su piedad y su celo en la construcción de nuevos templos y la reconstrucción de los viejos. Ethelwulfo le donó a la Iglesia la décima parte de sus tierras. Swithun recorría su diócesis a pie, y cuando ofrecía un banquete invitaba a los pobres y no a los ricos. Guillermo de Malmesbury añade que, si bien el obispo Eahlstan de Sherborne era el ministro del rey para cuestiones temporales, el obispo San Swithun lo era para las cuestiones espirituales.
El milagro más famoso atribuido en vida a San Swithun es la reconstrucción de unos huevos rotos en la canasta de una mujer de Winchester, registrado en la Vida de San Swithun de Joscelyn. Thomas Rudborne, en su Historia major (siglo XV) escribe que San Swithun acompañó al rey Alfredo el Grande en su viaje a Roma en 856. San Swithun falleció el 2 de julio de 862 y dio órdenes de no ser enterrado en el interior de su iglesia, sino al aire libre, "en un lugar sujeto a las pisadas de la gente y a las gotas de lluvia".

## Veneración

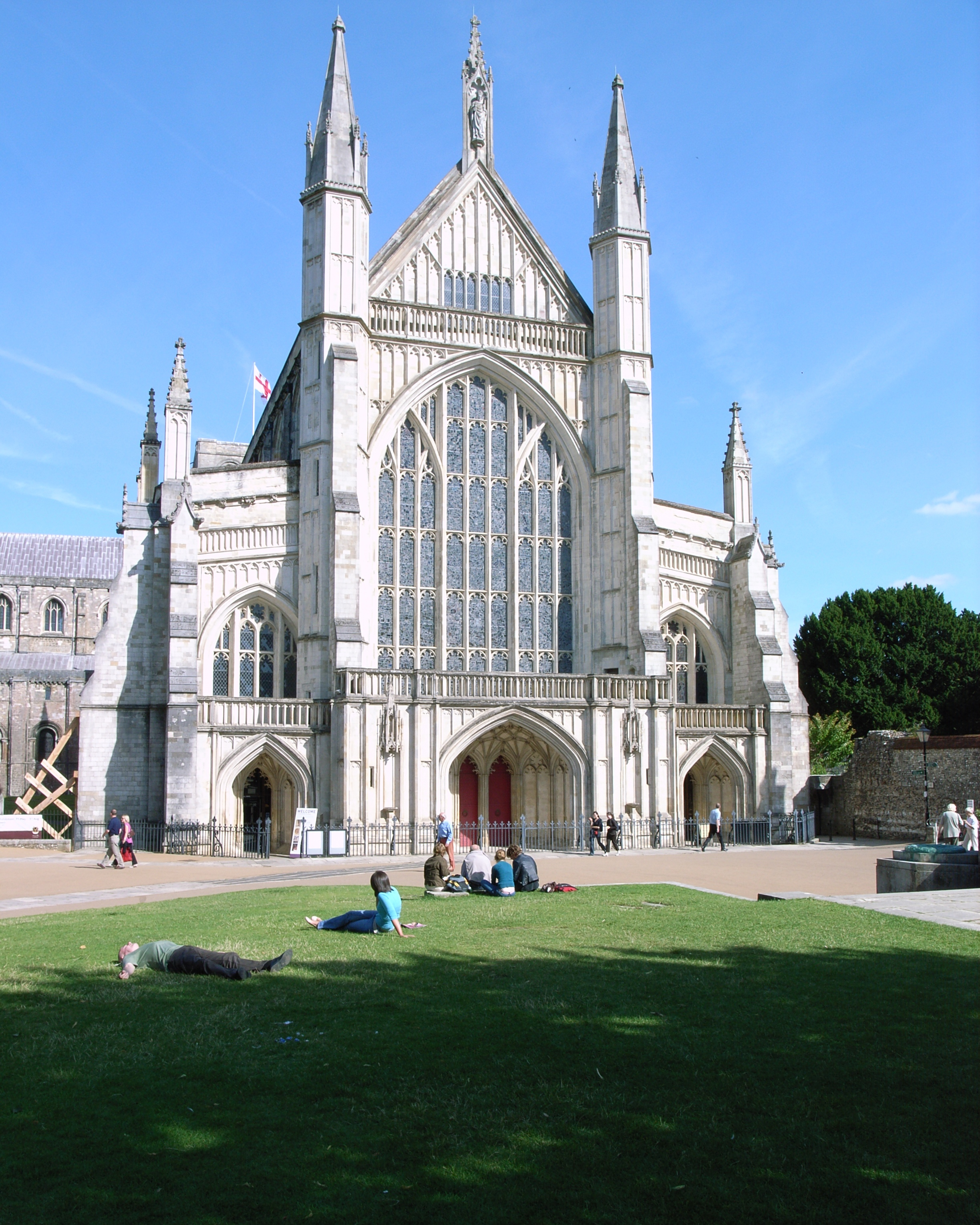
La catedral de Winchester, antiguo santuario de San Swithun.

El día de San Swithun es el 15 de julio, día en que sus restos habrían sido exhumados y trasladados a un relicario en el interior de la vieja catedral anglosajona (Old Minster) de Winchester en 971. Probablemente, su cuerpo fue posteriormente fragmentado en varias reliquias que serían repartidas a distintas capillas pequeñas. Su cabeza habría sido llevada a la catedral de Canterbury y un brazo al monasterio de Peterborough (actualmente catedral). Su relicario principal fue trasladado a la nueva catedral normanda de Winchester en 1093, donde sería colocado en una plataforma arriba y detrás del altar mayor. Se tuvo que construirle un deambulatorio a la catedral para permitir el flujo de los numerosos peregrinos que acudían a visitar la tumba. En 1476 el relicario fue movido al deambulatorio y en 1536 fue destruido, durante la reforma anglicana. En la época actual, existe una réplica del relicario original.
Hay muchas iglesias dedicadas a San Swithun por todo el sur de Inglaterra, especialmente en Hampshire. La actual catedral de Winchester está consagrada a él. Su culto fue llevado a Noruega, país que en la Edad Media conservaba lazos con Inglaterra. La catedral de Stavanger, construida en el siglo XII, está dedicada a San Swithun; su primer obispo fue el inglés Reinaldo, y en ella se conservaba una reliquia del santo procedente de Winchester. El relicario fue destruido durante la reforma protestante. La única iglesia católica de Stavanger también lleva el nombre de San Swithun.

## Proverbio
El nombre de San Swithun es muy conocido en Inglaterra por un proverbio meteorológico que dice que, si llueve el día de San Swithun (15 de julio), lloverá durante 40 días:
St Swithun's day if thou dost rain 
For forty days it will remain
St Swithun's day if thou be fair
For forty days 'twill rain no more 
que en español se traduce aproximadamente como
El día de San Swithun, si ha de llover
Durante cuarenta días seguirá la lluvia
El día de San Swithun, si hay cielo despejado
Durante cuarenta días no lloverá
Según una leyenda, el día del traslado del cuerpo de San Swithun al interior de la catedral, llovió torrencialmente debido a que se había contradicho el deseo del santo de permanecer sepultado en el exterior. Sin embargo, varios autores del siglo X escribieron que el traslado del cuerpo fue aprobado por el mismo Swithun en una aparición. El historiador James Raine (1791-1858) sugiere que la leyenda se originó a partir del chaparrón que cayó, de acuerdo a los cronistas de Durham, el día de San Swithun de 1315.
En Francia, existe el culto a los santos Medardo, Urbano de Langres, y Gervasio y Protasio; en Flandes, a Santa Godelina, y en Alemania, a los Siete durmientes de Éfeso, todos ellos con una tradición de influencia sobre el tiempo atmosférico idéntica a la de San Swithun en Inglaterra.